# تسودا نوبوزومی
تسودا نوبوزومی، اودا نوبوزومی (به ژاپنی: 津田 信澄 Tsuda Nobuzumi); ۱ ژانویهٔ ۱۵۵۵ (– ۲۴ ژوئن ۱۵۸۳) یک سامورایی اهل ژاپن بود. وی برادرزادهٔ اودا نوبوناگا و  پسر ارشد اودا نوبویوکی (۱۵۳۶–۱۵۵۷) برادر کوچکتر نوبوناگا بود. همسر وی دختر آکچی میتسوهیده بود.
پس از حادثه معبد هوننو در سال ۱۵۸۲ و مرگ نوبوناگا در این حادثه، نوبوزومی از طرف اودا نوبوتاکا (سومین پسر نوبوناگا) و نیوا ناگاهیده مورد سوءظن همکاری با آکچی میتسوهیده (پدر همسر وی) در کودتای علیه اودا نوبوناگا قرار گرفت؛ و توسط پسر نوبوناگا در محل سکونتش در قلعه اوساکا دستگیر شده و سپس گردن زده شد.